# Guido Martino
Guido Martino (Milano, 1º settembre 1929 – Cuneo, 2 gennaio 2001) è stato un politico e medico italiano.

## Biografia
Medico chirurgo, iniziò nel 1970 la sua carriera politica con il Partito Repubblicano Italiano come consigliere comunale e assessore alla Sanità nel 1975. 
Candidato alla Camera nel collegio di Cuneo alle elezioni del giugno 1983, risulta non eletto, ma dopo pochi giorni dall'inizio della legislatura muore il collega Vitale Robaldo, così subentra al suo posto come deputato. Viene poi rieletto alle elezioni politiche del 1987, rimanendo in carica fino al 1992.
Muore all'età di 71 anni il 2 gennaio del 2001.